# George Pruteanu
George Pruteanu (15 décembre 1947, Bucarest - 27 mars 2008, Bucarest) est un critique littéraire et homme politique roumain.

## Biographie
Son père, Paul Pruteanu, est médecin et professeur d'université connu par ses recherches sur l'histoire de la médecine en Moldavie. Sa mère, Sofia Pruteanu, est une fonctionnaire. George Pruteanu étudie la littérature aux universités de Iași et de Bucarest. En 1972, il écrit des articles de nature variée dans des publications littéraires comme Convorbiri Literare, Contemporanul, and Cronica.
Après la Révolution roumaine de 1989, il continue son travail de journaliste pour d'autres journaux comme Expres ou Evenimentul Zilei.
Entre 1995 et 1999, il présente aussi une émission télévisée de cinq minutes quotidiennes sur l'orthographe de la langue roumaine, Doar o vorbă să-ți mai spun, dont le titre contient une faute d'orthographe délibérée. L'émission est diffusée sur Tele 7 ABC (1995), puis ProTV (1995-1996), TVR1 (1997-1999) et encore TVR1 (2006-).
En 1996, il est élu au Sénat de Roumanie comme sénateur du județ de Constanța sous l'étiquette du Parti national paysan chrétien-démocrate, mais démissionne en 1998 et en 2000 il est élu une nouvelle fois, cette fois dans le județ de Bistrița-Năsăud comme membre du Parti social-démocrate (PSD). En 2003, il démissionne du PSD et rejoint le Parti de la Grande Roumanie, en course pour le Sénat au județ de Suceava en 2004.
Pruteanu fait une proposition de loi en 1997, qui devient connue sous le nom de « loi de Pruteanu », dont une version édulcorée et adoucie sera promulguée par le président Ion Iliescu en 2004.
Pruteanu est aussi critique de l'industrie du divertissement en Roumanie, spécialement de la télévision de basse-qualité.
Il meurt d'une attaque cardiaque le 27 mars 2008.

## Œuvres
- Petru Dumitriu: Pactul cu diavolul (1995)
- Partidul și partida – atitudini politice (2000)
- Cronica unei mari dezamăgiri – O istorie mediatică (2000)
- Feldeința călinesciană – studiu monografic (2001);
- Elemente esențiale de tehnică mediatică (2002)
- Traduction de Divine Comédie de Dante Alighieri en roumain

## Sources et références
1. ↑  (ro)https://evz.ro/rasplata-primita-de-george-pruteanu-istoriile-lui-alex-stefane.html

- (ro) Critique littéraire de George Pruteanu
- (ro) Adevărul, 19 novembre 2004. Legea "Pruteanu" intra in vigoare la 17 decembrie
- (ro) Gardianul, 27 septembre 2003. George Pruteanu: Pentru ca tin cu lefegiii, m-am inscris in Partidul Romania Mare
- (ro) Ziarul Tricolorul, 19 novembre 2004. Echipa lui Vadim - George Pruteanu